# Nils Holgerssongården
Nils Holgerssongården är ett litet Bed & Breakfast i Västra Vemmenhög, Skurups kommun. Platsen har anor från 1700-talet. Namnet antas komma av att Selma Lagerlöf har använt den ursprungliga gården som förebild i boken Nils Holgerssons underbara resa genom Sverige. 
12 september 2004 brann den ursprungliga gården ner till grunden. Det tros vara Ulf Borgström, också känd som "Gryningspyromanen" som startade branden. Den fyrlängade gården med halmtak var en mötesplats och hade genom åren varit såväl privatbostad som konferensanläggning. Tio år efter branden återuppbyggdes gården och idag är Nils Holgerssongården ett litet Bed & Breakfast med åtta rum.